# Persoonia terminalis
Persoonia terminalis es una especie rara de arbusto perteneciente a la familia Proteaceae, nativa del norte de Nueva Gales del Sur y del sur de Queensland, en el este de Australia. Inicialmente fue descrita como una subespecie de Persoonia nutans en 1981, aunque en 1991 fue descrita como especie por Lawrie Johnson y Peter Weston. Persoonia terminalis posee dos subespecies, y ambas se encuentran en suelos ácidos y drenados en bosques esclerófilos, con un solo componente de afloramientos de granito. Si bien es similar en apariencia, se diferencian en la longitud de la hoja y su curvatura. Ambas tienen una distribución reducida, encontrándose las subespecies de terminalis en un área de menos de 100 kilómetros.
P. terminalis crece hasta un metro y medio, con un hábito de crecimiento erguido o de propagación, con hojas cortas y estrechas de un centímetro de longitud. Sus flores amarillas aparecen principalmente en diciembre y enero (en la zona templada de verano de Australia), y de las que surgen posteriormente unas drupas verdes con rayas moradas. El fruto de todas las especies de persoonia son consumidos por todos los vertebrados silvestres (y sus semillas son dispersadas por estos).

## Taxonomía
Persoonia terminalis fue descrita por primera vez por Lawrie Johnson del Real Jardín Botánico de Sídney en la edición de 1981 de Flora of New South Wales como una subespecie diferente de Persoonia nutans, una especie en un sentido amplio (una especie contenedora) que incluía muchas subespecies que posteriormente fueron clasificadas como especies diferentes. Los botánicos de Queensland Trevor Donald Stanley y Estelle M. Ross lo clasificaron como una subespecie de Persoonia oxycoccoides en su obra  de 1986 Flora of South-eastern Queensland, aunque consideraban que era más probable que fuera una especie diferente. Luego de volver a examinar estas especies, Johnson y Weston concluyeron que había varias especies diferentes, y así fue que Persoonia terminalis fue descrita como tal en 1991.
El espécimen tipo lo recogieron Weston y Peter Richards a 3,4 kilómetros al sur de una taberna de Torrington (Nueva Gales del Sur), en el camino Emmaville-Torrington, y ahora está alojado en el Herbario Nacional de Nueva Gales del Sur, que es parte de los Reales Jardines Botánicos y dominio fiduciario de Sídney, y el Departamento de Medio Ambiente y Patrimonio.
El género Persoonia lleva el nombre del botánico sudafricano Christiaan Hendrik Persoon (1761-1836) desde 1798. El nombre de especie terminalis se refiere a las inflorescencias que —en esta especie— están en los extremos de las ramas. La especie en el este de Australia es conocida con el nombre común de «geebung de Torrington».
Dentro de este género, se clasifica dentro del grupo Lanceolata, un grupo que comprende a 58 especies estrechamente emparentadas con flores similares aunque con diferente follaje. Estas especies a menudo podrían cruzarse con otras del mismo grupo, e incluso se ha observado que P. terminalis se ha cruzado con P. cornifolia y con P. sericea.
Se han identificado dos subespecies de P. terminalis: la subespecie recurva tiene hojas más cortas y curvas, con un máximo de 0,75 centímetros de largo, mientras que la subespecie P. terminalis terminalis tiene hojas más largas y rectas que miden no más de un centímetro de largo. P. terminalis recurva crece desde Warialda al norte de Nueva Gales del Sur hasta Queensland, y ha sido clasificado como 3R  en la lista ROTAP; mientras que P. terminalis terminalis crece únicamente en las inmediaciones de Torrington y ha sido clasificado como 2R  en la lista ROTAP. Ambas subespecies han sido encontradas en coexistencia cerca de la Reserva Natural del Río Severn.

## Descripción

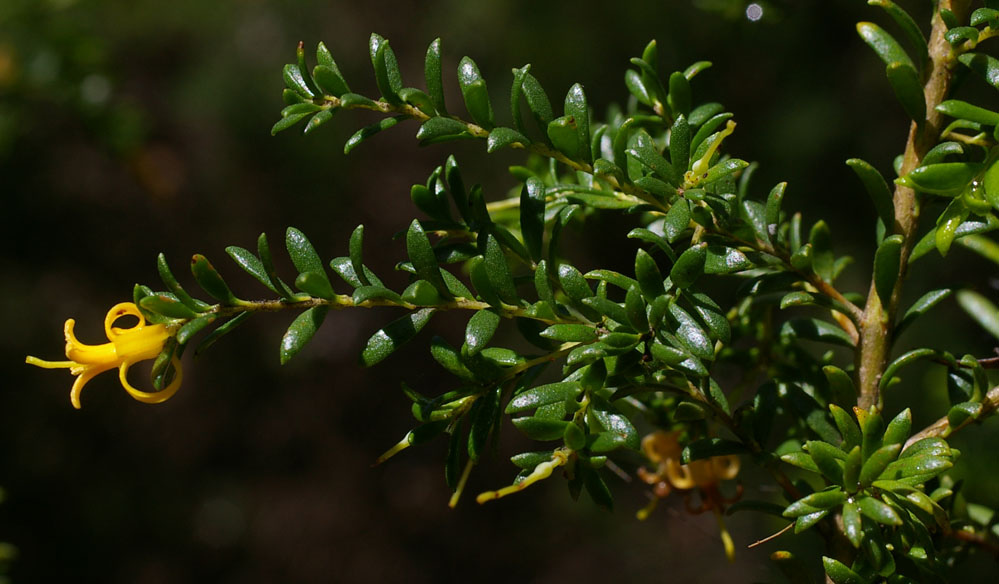
Las características hojas cristalinas y flores al final de una rama de P. terminalis terminalis.

Persoonia terminalis es un arbusto que crece hasta alcanzar una altura de 0,7 a 1,5 metros con un porte erguido. Posee una corteza lisa, aunque al crecer está cubierta con un pelo fino. Sus hojas son pequeñas y estrechas, de 1,2 a 2 milímetros de ancho y 3,5 a 10 milímetros de largo, con una superficie superior convexa y unos bordes curvados hacia abajo. Las hojas son del mismo color de ambos lados o de tonalidades ligeramente diferentes, de jóvenes con algo de pelo, que lo van perdiendo al crecer. Las hojas de esta especie son más duras que las de las otras especies de persoonia.
Posee flores amarillas, y habitualmente florecen en diciembre y enero (verano en la zona templada de Australia), aunque en algunas ocasiones se ha observado que florecían en julio. Las inflorescencias son terminales, es decir, que la inflorescencia surge y se desarrolla como parte de un vástago terminal que dio origen a las hojas vegetativas más próximas (en el extremo de una rama), en donde crecen en grupos de uno a cinco. Se ha descrito a P. terminalis como anauxotélica, es decir, que se habla de las inflorescencias, partes de las inflorescencias o los tallos que no terminan en una flor y cuyo crecimiento no continua más allá de la región de floración. Por el contrario, una parte de las flores tiene una hoja verdadera y son descritas como auxotélicas. Cada flor individual consiste de un perianto cilíndrico que se divide en cuatro segmentos o tépalos, que contiene tanto los órganos masculinos como femeninos. Dentro de esta, el estilo central se encuentra rodeado por la antera, que se divide en cuatro segmentos, los que se enroscan hacia atrás y se ven como una cruz cuando son vistos desde arriba. Estos proveen una zona sobre la cual pueden posarse los insectos que van hacia el estigma, ubicado en la punta del estilo. Luego del crecimiento de las flores se desarrollan drupas moradas con rayas verdes.

## Distribución y hábitat
Persoonia terminalis terminalis se ha hallado en la zona de Torrington-Binghi, en las partes occidentales de las Mesetas del Norte de Nueva Gales del Sur, aproximadamente a medio camino entre Glen Innes y la frontera con Queensland, de 900 a 1100 metros sobre el nivel del mar. Crece en suelos de granito ácidos rocosos o arenosos en bosques esclerófilos secos. En la región existen afloramientos de granito, en donde la subespecie se encuentra en los matorrales de Babingtonia odontocalyx–Brachyloma saxicola y los matorrales bajos de Prostanthera staurophylla–Kunzea bracteolata en la zona de Torrington, además de encontrarse en los matorrales de Allocasuarina brachystachya  en la Reserva del Río Severn.
P. terminalis recurva tiene dos poblaciones separadas, una al norte de las laderas noroccidentales de Nueva Gales del Sur, cerca de Warialda; y la otra al suroeste de Inglewood, en el sudeste de Queensland, aproximadamente entre 350 y 450 metros sobre el nivel del mar. Crece en suelos ácidos arenosos de arenisca, en bosques esclerófilos secos. Dentro del Área de Conservación Estatal de Warialda se halla en bosques de Callitris endlicheri y Eucalyptus chloroclada, y en bosques de Angophora leiocarpa y Callitris endlicheri. Si bien no se ha registrado la presencia de la subespecie recurva en el parque nacional Kings Plains, se estima que podría hallarse allí, dado que en ese lugar existe un hábitat adecuado.
Ambas subespecies se encuentran en la Reserva Natural Arakoola, en donde son parte de una comunidad ecológica de bosque dominada por Angophora leiocarpa y Corymbia dolichocarpa, que crecen en suelos de arenisca.

## Ecología
P. terminalis crece en un hábitat con propensión a los incendios, en los que el fuego es esencial para muchas especies para regenerarse. La subespecie terminalis muere con los incendios forestales, y se regenera a partir de las semillas que permanecen latentes en el suelo. Luego de un incendio aparecen grandes cantidades de plántulas de Persoonia.
Las abejas colétidas del género Leioproctus subgénero Cladocerapis se alimentan y polinizan exclusivamente las flores de muchas especies de Persoonia. Las abejas del subgénero Filiglosa del mismo género también se alimentan específicamente de flores de Persoonia, aunque no parecen ser polinizadores efectivos. El fruto está adaptado para ser consumido por vertebrados, como canguros y pósums, así como currawongs y otras aves grandes.

## Cultivación
Para cultivar esta planta es probable que se requiera un buen drenaje de agua, un lugar soleado o parcialmente a la sombra o un suelo ácido. P. terminalis es resistente a las heladas fuertes, y se estima que crezca mejor en un clima templado más que en uno subtropical. Teóricamente su propagación sería con sus semillas o mediante cortes de nuevo crecimiento, aunque los persoonia como género son por lo general difíciles de propagar por cualquier otro medio de cultivo.